# Luis Pino
Luis Osvaldo Pino Morales (* 25. Oktober 1947 in Machalí; † 19. April 2016 in Rancagua) war ein chilenischer Fußballspieler. Der Flügelstürmer absolvierte drei Länderspiele für Chile und wurde auf Vereinsebene 1973 chilenischer Meister. 

## Karriere

### Verein
Luis Pino begann seine Profikarriere 1967 beim CD O’Higgins aus seiner Heimatstadt. Nach sechs Jahren wechselte der Flügelstürmer zu Unión Española, mit dem er die Meisterschaft 1973 gewann. 1975 kehrte Pino zu O’Higgins zurück und stieg mit dem Klub als Tabellenletzter aus der Primera División ab. Nach dem Abstieg beendete der Offensivakteur seine Karriere.

### Nationalmannschaft
Luis Pino debütierte im Oktober 1971 unter dem Trainerduo Luis Vera/Raúl Pino bei der 0:3-Niederlage in der Copa Juan Pinto Durán gegen Uruguay, als er für Carlos Pacheco eingewechselt wurde. Auch bei seinen beiden weiteren Länderspielen, dem 5:0-Erfolg im Rückspiel der Copa Juan Pinto Durán gegen Uruguay und der 0:2-Niederlage im Freundschaftsspiel gegen Mexiko, wurde der Offensivspieler jeweils eingewechselt.

## Erfolge
Unión Española
- Primera División: 1973